# LOVELAND
『LOVELAND』（ラブランド）は、日本のシンガーソングライター・加藤ミリヤの7枚目のオリジナル・アルバム。2014年2月19日にSony Music Records内のレーベルMASTERSIX FOUNDATIONから発売された。

## 概要
オリジナルアルバムとしては『TRUE LOVERS』から約1年3か月ぶりの発売となる。前作以降に発売されたシングル曲4曲を含む、全14曲が収録されている。前作同様、カップリング曲が一切収録されていない。
初回生産限定盤と通常盤の2形態で発売。初回生産限定盤にはミュージックビデオとスペシャルメイキング映像を収録したDVDが付属し、オリジナル限定ジャケット（初回仕様とは写真の内容が異なる）、非売品ポストカードと三方背BOX仕様となっている。
加藤はデビュー10周年記念イヤーを迎えた本アルバムについて、「前作『TRUE LOVERS』で私が伝えたかったことは、愛。今回のアルバムは前作の続編という形で制作した」と語っている。
本作を引っさげて、同年4月10日から全国ツアー「Loveland tour 2014」を26公演開催した。

## 収録曲

### CD
- 全作詞・作曲・編曲 (コーラスアレンジ)：Miliyah（※ #8#11#12は除く）

1. Lonely Hearts (4:53)
  - 28thシングル
2. Shape of love (5:27)
3. Love/Affection (4:52)
  - 29thシングル (両A面1曲目)
  - NOTTV・日本テレビ系連続ドラマ「オンナ♀ルール　幸せになるための50の掟」主題歌
4. UNIQUE (5:01)
5. 神様 (4:01)
  - 29thシングル (両A面2曲目)
  - 幻冬舎出版短編集「神様」イメージソング
6. The One (3:39)
7. EMOTION (4:53)
  - 27thシングル
  - TBS系・ドラマNEO「放課後グルーヴ」主題歌
8. LOVER -Episode Ⅱ- (5:15)
作曲：Miliyah、m-flo
9. PRIDE (4:53)
10. You're Beautiful (5:29)
11. RUN FREE / AI + MILIYAH + VERBAL (4:43)
作詞：AI、Miliyah、VERBAL / 作曲：AI、Miliyah、Lucas Valentine、H.SU
  - AI + MILIYAH + VERBALで発売されたデジタルシングル
  - アルバム初収録
12. One Night Only (3:40)
作詞：Miliyah / 作曲：Toshinobu Kubota / 編曲 (コーラスアレンジ)：Toshinobu Kubota、Miliyah
13. 冷静と情熱のあいだ (4:44)
14. Loveland (4:36)
編曲 (コーラスアレンジ)：Shingo.S

### 初回生産限定盤DVD
| #  | タイトル                                  | 作詞 | 作曲・編曲 | 監督 |
| -- | ----------------------------------------- | ---- | ---------- | ---- |
| 1. | 「神様 -Music Video-」                    |      |            |      |
| 2. | 「Lonely Hearts -Music Video-」           |      |            |      |
| 3. | 「Love/Affection -Music Video-」          |      |            |      |
| 4. | 「EMOTION -Music Video- (Original ver.)」 |      |            |      |
| 5. | 「神様 -Behind The Scene-」               |      |            |      |